# Комісія для виучування радянського права
Комісія ВУАН для виучування радянського права  – наукова установа ВУАН (нині Національна академія наук України). Заснована в жовтні 1927 за ініціативою А.Кристера. З 1929 називалася Комісією радянського права, з 1930 – Комісією для вивчення радянського права і будівництва. Належала до 3-го (Соціально-економічног) відділу ВУАН, а з квітня 1931, відповідно, до нової структури ВУАН, входила до Філософо-соціологічного циклу 2-го (Соціально-економічного) відділу ВУАН. До першого складу комісії увійшли на правах позаштатних співробітників: А. Кристер (голова), В. Карпека, М. Мітіліно, М. Товстоліс, Б. Язловський (секретар) та О. Добров. На поч. 1928 до комісії увійшов штатний наук. співробітник Є. Єзерський. Об'єктом досліджень комісії мало стати рад. цивільне право в широкому його розумінні (тобто включаючи торг., пром., трудове і земельне право). З часом завдання розширилися, комісію було реорганізовано в секцію цивільного права; 1928 утвореносекцію кримінального права(О.Малиновський, М.Паше-Озерський, М.Чельцов-Бебутов, С. Борисенок, О. Щербак, С. Ейсман та І. Бабат, згодом – С. Тихенко, О. Тутковський, М. Сікорський, О. Захарченко), секцію земельного права (А. Кристер, М. Гершонов, Є. Єзерський, Б. Язловський, В.Завітневич та кілька юристів-практиків; ці ж особи увійшли й до складу утвореної при комісії в трав. 1929 спец. секції з обговорення засад Земельного кодексу), секцію адміністративного права (О. Бутовський, М. Товстоліс, В. Завадський, В. Степаненко, Д. Пожарський та ін.).
Основними напрямами наукової діяльності комісії були: вивчення чинного радянського права, бібліогр. праця, участь у законотворчих роботах, юридичне консультування державних установ. Об'єднуючи сили науковців і юристів-практиків, комісія брала участь в опрацюванні низки найважливіших кодифікаційних проектів (цивільного, цивільно-процесуального, земельного та ін. кодексів), стала центром їх наук. обговорення. Особливо ретельно розглядалися підготовчі матеріали до Госп. кодексу, який планувалося прийняти на зміну Цивільному кодексу УСРР.
Офіційним органом комісії було видання "Наукові досліди та розвідки Комісії радянського права", єдиний випуск якого, присвячений проблемам адміністративного права, вийшов 1929 за ред. А. Кристера. Підготовлений 1930 2-й випуск не було опубліковано з ідеологічних мотивів. Крім того, члени комісії підготували низку бібліографічних оглядів, опубл. в академічному наук. ж. "Україна", і кілька наук. статей та ін. публікацій у фахових юрид. журналах "Вісник радянської юстиції" і "Червоне право". Найбільший інтерес становлять статті А. Кристера, М. Мітіліно та Б. Язловського про проект Госп. кодексу, М. Гершонова про зміни в земельному законодавстві, М. Паше-Озерського та М. Чельцова-Бебутова з проблем кримінального права. До доробку комісії входить монографія О. Малиновського "Радянські поправчо-трудові установи порівнюючи з буржуазними тюрмами" (1928). На поч. 1930-х рр. відбулася різка зміна осн. напрямів діяльності комісії, зумовлена припиненням кодифікаційних робіт в умовах згортання нової економічної політики, формування адм.-командної системи. Центр. місце посіли питання рад. буд-ва: нове районування, діяльність органів влади в районах суцільної колективізації сільського господарства, організація сільс. рад тощо. 1930 при комісії було засновано Кабінет радянського будівництва, який мав стати центром відповідної теоретичної і методичної роботи. В ньому планувалося зосереджувати законодавчі й бібліографічні матеріали, аналізи суд. практики. Відповідно змінено назву комісії на Комісію для вивчення радянського права і буд-ва. Формально її очолив М. Палієнко, обраний 1930 академіком ВУАН за спеціальністю "державне право". Реально обов'язки кер. комісії 1930–32 виконували А. Кристер, М. Лозинський, Г. Розенблат. Склад комісії скоротився, багатьох її працівників було репресовано або звільнено, а на їхні місця поставлено осіб з комуніст. світоглядом. 1931 скасовано поділ комісії на секції, в її складі залишилося тільки 7 науковців (М. Палієнко, А. Кристер, І. Сіяк, Р. Бабун, М. Лозинський, Г. Розенблат, Б. Лехтман). Номінально існував поділ на сектор радянського буд-ва (очолював І. Сіяк) і сектор рад. права (на чолі з Р. Бабуном).
Приблизно із серед. 1931 в комісії почався процес "методологічного переозброєння". У планах на 1932 чільне місце посіли правові проблеми класової боротьби, протидії бюрократизму та шкідництву, критики "концепції держави українського націоналізму". Планувалося і опрацювання проблем теорії законодавства, судоустрою, цивільного і трудового права, але лише у світлі соціаліст. реконструкції, планового господарства тощо. Суто юрид. характер мала лише тема досліджень М. Палієнка "Право громадянства в СРСР і за кордоном". У квіт. 1932 через переїзд до Харкова і заг. переобтяженість обов'язками комісію залишив Р. Бабун, ін. члени змушені були по кілька місяців проводити в різних відрядженнях (насамперед на селі з метою організації посівної), через що обсяг результатів наук. досліджень помітно зменшився. Разом з тим у черв. 1932 було ухвалено рішення заснувати в комісії секцію міжнародного права на чолі з М. Лозинським.
У лют. 1934 у зв'язку з реорганізацією ВУАН комісія була ліквідована, її працівники увійшли до складу Кабінету радянського будівництва і права при Президії ВУАН, через кілька місяців цей кабінет також припинив існування. Згодом арешт і страта А. Кристера (1937) стали приводом для звинувачення комісії в антирадянській діяльності і науковій безплідності.